# Europese meerval
De Europese meerval (Silurus glanis) is een vissoort die behoort tot de beenvissen (Osteichthyes), en wordt ook wel val of visduivel genoemd.

## Beschrijving
De meerval is een langgerekte vis met een afgeplatte bek, een vrijwel rolrond lichaam met een dikke buik en een zeer lange staart.
De meerval heeft zes baarddraden aan zijn opvallend grote bek: twee zeer lange baarddraden vlak voor en boven de mondhoeken, en twee paar aan de onderzijde van zijn bek waarvan de achterste twee wat meer naar buiten staan. Hij heeft een zeer klein rugvinnetje en een zeer lange aarsvin.
Deze vis wordt maximum 2,7m lang en 130kg zwaar, en is daarmee de grootste zoetwatervis van Europa.
De ogen zijn klein en de huid is onbeschubd. De zijlijn is volledig.
De meerval is doorgaans donkergroen tot zwart aan de bovenzijde en vaak zilverachtig tot wit aan de onderzijde. Het kleurverloop is grillig en vlekkerig. Ook allerlei kleurafwijkingen zoals albino's komen relatief vaak voor.
Soms worden in de dierenhandel rode, gele of roze exemplaren aangeboden. Dit zijn geen bijzondere kleurvormen, zoals ze in de winkel worden aangeprezen, maar simpelweg exemplaren die zijn geïnjecteerd met inkt. Dit is niet goed voor de vis, die de kleur (uiteraard) na enige tijd weer verliest.

## Levenswijze

### Habitat
De Europese meerval voelt zich het best thuis in rivieren met een wisselend waterpeil, maar ook in grote, diepe meren met ondiepe, uitgestrekte oeverzones kan hij zich prima handhaven. Het dier heeft een voorkeur voor ontoegankelijke, dicht begroeide wateren met een zachte bodem. In de grote rivieren komen meervallen voor in diepe kommen en jagen ze 's nachts op ondiepe plekken. Meervallen zoeken overdag graag een schuilplaats op.

### Voedsel
Een jonge meerval leeft voornamelijk van ongewervelde diertjes die hij op de bodem vindt, maar ontwikkelt zich al vroeg tot een meesterlijke jager op grotere diersoorten die hij in het water tegenkomt. In troebele onbegroeide wateren zijn brasem, karper, paling en snoekbaars geliefde prooien. Meervallen jagen ook vaak op watervogels zoals meerkoeten, amfibieën en kleine zoogdieren. Badende duiven en zwemmende ganzen vallen eveneens ten prooi aan de meerval. 
Voor de mens is de meerval niet ongevaarlijk. Gelet op de huidige grootte die meervallen in Nederland bereiken, moet vooral opgepast worden bij het vissen op meerval.
Meervallen van groter formaat zijn potentieel gevaarlijk voor kinderen, zo blijkt uit het werk van Alfred Brehm in Nederlandse vertaling.
"In den Donau ontmoet men niet zelden exemplaren van 3 M. lengte en 200 à 250 KG. gewicht." ... "In de maag van een bij Presburg gevangen Meerval vond men de overblijfselen van een knaap, in een andere die van een Poedel, in een derde exemplaar Ganzen, die door dezen Visch eerst onder water getrokken en daarna ingeslikt waren." 
In de Hongaarse vertaling bevat het werk van Brehm aanvullende informatie over aanvallen op volwassenen door de Europese meerval. Terugvertaald naar het Nederlands uit de Hongaarse vertaling: 
"Zo vermelden Haeckel en Kner dat er in Bratislava een meerval werd gevangen, in de maag waarvan de resten van een kinderlijk werden gevonden." ... "Een Roemeense visser ging met zijn boot naar het midden van de Donau omdat hij wilde baden. Tijdens het baden ving een meerval zijn benen, die hij niet uit de grote mond van dit monster kon trekken, en werd meegetrokken naar de bodem. Na een paar dagen vonden ze het lijk van de dode visser, wiens voeten nog steeds in de bek van de meerval zaten, maar de vraatzuchtige rover kon de benen van zijn slachtoffer niet loslaten en was gestikt." ... "Een ander geval, dat Antipa noemt, is het volgende. Een visser wilde zijn handen wassen, maar hij zag de in het water verborgen meerval niet, die zich onmiddellijk vastbeet in de ondergedompelde handen van de visser, die de grootste moeite had om zijn gepelde, gevilde handen terug te trekken uit de dichtbetande mond van deze roofvis met kleine ogen en grote baarddraden." 
In het originele Duitstalige werk citeert Brehm de Zwitserse natuuronderzoeker Conrad Gesner, die naast aanvallen op mensen, ook aanvallen op paarden beschrijft. Brehm benadrukt nog dat het laatste geen overdrijving is, en dat men meerdere gevallen kent, die Gesners verhaal bevestigen. Vertaald naar het Nederlands:
"... dat in een maag van een meerval een mensenhoofd en een rechterhand met twee gouden ringen zijn gevonden, ... en spaart ook het vee niet, zodat wanneer men het vee naar een natte weide voert, gaat wassen, of slechts laat drinken, dat de meerval dan soms het paard naar de bodem trekt en verzuipt..." 
In aanvulling op een gebrek aan kieskeurigheid, heeft de meerval bij het jagen veel profijt van zijn zeer goede gehoor, met name in troebel water en 's nachts. Door middel van een aantal verbonden beenstukjes, het orgaan van Weber, worden geluidstrillingen van de zwemblaas overgebracht naar het middenoor. Ook de baarddraden met tastzin en de smaakzin zijn belangrijk voor het opsporen van prooien. Daarnaast zijn de geur en de zijlijn belangrijk, en ten slotte heeft de meerval ook nog elektroreceptoren waarmee hij prooien kan waarnemen.

### Voortplanting
Meervallen paaien van mei tot juli wanneer de watertemperatuur boven de 18 °C is. Ze zoeken ondiep plantenrijk water op en zetten hun eieren paarsgewijs af in een primitief nest van plantendelen of een ondiepe kuil. De eitjes zijn lichtgroen, kleverig en 3 mm groot. Een wijfje legt tot 30.000 eieren per kg lichaamsgewicht. Het mannetje bewaakt het nest totdat de eitjes uitkomen, wat ongeveer een week duurt.

### Groei
De meerval groeit bijzonder snel. Na de eerste zomer kan de meerval al 500 gram zwaar zijn en ze kunnen al op twee- of driejarige leeftijd bij een gewicht van één of twee kg geslachtsrijp zijn.
De hoogste aangetoonde leeftijd bij een meerval was 80 jaar. Afmetingen van 150 tot 180 cm zijn voor een volwassen exemplaar van ca. 25 jaar onder de juiste leefomstandigheden heel normaal. Sommige exemplaren overschrijden zelfs de twee meter. De grootste betrouwbare meting betreft een exemplaar met een lengte van 278 cm en een massa van 144 kg, gevangen in de Po. De waardes genoemd in oudere literatuur zijn soms onbetrouwbaar vanwege de afwijkende lengte/massa verhoudingen. De lengte/massa-verhouding in Brehms Leven der Dieren is echter plausibel. Tot een lengte van ca. 130 cm is de meerval een betrekkelijk slanke vis, maar daarboven nemen omvang en massa drastisch toe. Een exponentiële toename ligt overigens ook in de lijn der verwachtingen, daar de massa driedimensionaal groeit, terwijl de lengte slechts eendimensionaal toeneemt. De extreme afmetingen van historische exemplaren moeten overigens in de context worden gezien van de destijds onvervuilde, niet-ingedamde wateren, waarin trekvissen nog migreerden. Deze leefomgeving was waarschijnlijk gunstiger voor snelle groei dan de huidige, overbeviste rivier-kanalen met landbouwgiffen en medicijnresten. 

## Verspreiding
Het oorspronkelijke verspreidingsgebied van de meerval liep vanaf het Aralbekken tot aan Zuid-Zweden, het stroomgebied van de Elbe en de Doubs. In Italië kwam de soort van nature niet voor. In Griekenland komt een iets afwijkende soort voor: de Aristotelesmeerval (Silurus aristotelis), die slechts één paar baarddraden op de kin heeft.
In West-Europa waren tot halverwege de jaren negentig van de 20e eeuw slechts enkele rivieren waar de vis algemeen was, zoals de Saône in Frankrijk, de Po in Italië, de Ebro in Spanje en de Donau en hiermee in verbinding staande rivieren. Vooral op de Franse en Duitse rivieren is deze vissoort tegenwoordig enorm in opkomst. In de voormalige Oostbloklanden is de vis een heel gewone verschijning en de hoofdprooi van veel beroepsvissers.

### België
De meervallen in de Maas zijn afkomstig van uitzettingen in Duitsland en van ontsnapte exemplaren uit België. Hier is de meerval ook bekend uit het Schulensmeer.
Begin juli 2009 werd in de Rupelmondse kreek een dode meerval van 2,10 m aangetroffen.
In augustus 2011 werd op het kanaal Dessel-Turnhout-Schoten een meerval van naar zeggen circa 2,02 m lengte en een massa van meer dan 80 kg gevangen. Ook hier is echter sprake van een afwijkende lengte/massa-verhouding, zodat deze opgave niet erg betrouwbaar lijkt (bij 80 kg zou de lengte rond de 235 cm moeten liggen).

### Nederland
In Nederland is de meerval inheems. In Flevoland zijn prehistorische resten van de meerval gevonden. Van oudsher is een geïsoleerde populatie bekend in de Westeinderplassen en de Ringvaart van de Haarlemmermeer. Door de inheemse status van de Nederlandse meerval is het niet toegestaan de soort hier uit te zetten, dit om vermenging met de unieke inheemse populatie te voorkomen.
De laatste jaren zijn meervallen al op allerlei plaatsen waargenomen. Exemplaren in de Flevopolder zijn waarschijnlijk ontsnapte exemplaren uit de voormalige OVB-viskwekerij.
In de grote rivieren lijkt inmiddels een natuurlijke populatie voor te komen. Er worden regelmatig meervalletjes van zo'n twintig centimeter gevangen. Sportvissers die min of meer gericht zijn op deze soort vangen op de Waal exemplaren van 90 tot 160 cm groot. Kleinere exemplaren worden ook vaak gezien als bijvangst bij de palingvisserij. Eind 2005 werd uit de Rotterdamse Leuvehaven een dode meerval met een lengte van ca. 150 cm opgevist. Het dier is overgebracht naar het Natuurhistorisch Museum te Rotterdam. In de zomer van 2017 werd er in Tolkamer aan de Rijn een meerval van 179 cm en ruim 50 kg zwaar opgevist. Er mag worden verwacht dat de natuurontwikkeling in het Gelderse Poortproject gunstig zal uitpakken voor de meerval in de grote rivieren. De meervallen in de Waal, heel af en toe te zien bij Nijmegen Nederrijn en de IJssel en de Lek bij Jaarsveld, zijn hoogstwaarschijnlijk afkomstig van in Duitsland uitgezette dieren. Tegenwoordig komen Europese meervallen algemeen in de grote rivieren voor. Zij worden dan ook veel gevangen door sportvissers; vissen van over de 2 meter zijn geen uitzondering meer.

## Status en bescherming
De meerval valt sinds 1973 in Nederland onder de Natuurbeschermingswet en werd in 2002 opgenomen in de nieuwe Flora- en faunawet. Er mocht daarom niet op worden gevist en hij mag niet worden uitgezet. Gevangen exemplaren dienen onmiddellijk in hetzelfde water te worden teruggezet. De meerval staat niet op de Nederlandse rode lijst van bedreigde vissoorten. Omdat de Europese meerval bezig is aan een opmars en omdat het Ministerie van LNV de natuurwetgeving wil saneren, is dit in maart 2012 veranderd. De meerval mag sinds 1 maart 2012 bevist worden waarbij een doorlopende gesloten tijd geldt. Elke gevangen vis dient direct te worden teruggezet.
De soort staat op de Rode Lijst van de IUCN als niet bedreigd, beoordelingsjaar 2008.

## Sportvisserij
Sportvissers zouden graag zien dat de vis net als andere vissen gekweekt, uitgezet en bevist mag worden, hoewel het creëren van goede migratie- en paaimogelijkheden natuurlijk de voorkeur verdient. In het buitenland wordt er wel veel op meervallen gevist. Populaire rivieren zijn de Ebro, de Saône en de Po.
Voor het vissen op meerval wordt vaak gebruikgemaakt van levend aas, bij voorkeur paling, kroeskarper, giebel of kleine karper. De aasvis wordt meestal met boeien en lood op een vaste plaats verankerd. In Nederland is het gebruik van levend aas verboden en wordt er gebruik gemaakt van dood aas. Andere succesvolle methodes zijn het vissen met vismeelboilies zoals bij de karpervisserij. Vaak wordt de meerval gelokt met een kwakhout dat in het water geslagen wordt en een geluid produceert dat de meerval bijzonder aantrekt. Bij deze visserij worden ook vaak grote bossen dauwpieren als aas gebruikt.
Ook met kunstaas kan goed op meerval worden gevist; pluggen, rubber kunstaas en lepels worden met succes gebruikt. Het gebruik van geluid (ratelpluggen, twee op elkaar bevestigde lepels) kan veel succes opleveren, omdat de meerval erg goed hoort en het gezichtsvermogen beperkt is. Vissers maken gebruik van het goede gehoor van de meerval door het gebruik van het kwakhout. De ploppende geluiden die dit speciaal gevormd stuk hout maakt, trekken de meerval al van grote afstand aan. Vaak wordt ook kunstaas gebruikt dat geluid produceert.